# 2025年SCO首脳会議
2025年SCO首脳会議（英: 2025 Tianjin SCO Summit、中: 2025年上海合作组织天津峰会）は、2025年8月31日から9月1日に中国の天津で開催される、上海協力機構の国家元首による第25回首脳会議。

## 議題
サミットのテーマは『上海精神の発揚：行動する上海協力機構』である。

## 参加者

### 加盟国
- 中国 - 習近平総書記
- ロシア - ウラジーミル・プーチン大統領
- カザフスタン - カシムジョマルト・トカエフ大統領
- キルギス - サディル・ジャパロフ大統領
- タジキスタン - エモマリ・ラフモン大統領
- ウズベキスタン - シャフカト・ミルジヨエフ大統領
- インド - ナレンドラ・モディ首相
- パキスタン - シャバーズ・シャリフ首相
- イラン - マスウード・ペゼシュキヤーン大統領
- ベラルーシ - アレクサンドル・ルカシェンコ大統領

### オブザーバー
- モンゴル - ウフナーギーン・フレルスフ大統領

### ゲスト
- アゼルバイジャン - イルハム・アリエフ大統領
- トルクメニスタン - セルダル・ベルディムハメドフ大統領